# Mistrzostwa NCAA Division I w Zapasach w 1932
Mistrzostwa NCAA Division I w zapasach rozgrywane były w Bloomington w marcu 1932 roku. Zawody odbyły się w IU Fieldhouse, na terenie Uniwersytetu Indiany.
- Outstanding Wrestler – Edwin Belshaw

## Wyniki

### Drużynowo
| Kolejność | Szkoła                    | Zespół   |
| --------- | ------------------------- | -------- |
| 1.        | Indiana University        | Hoosiers |
| 2.        | Oklahoma State University | Cowboys  |
| 3.        | Iowa State University     | Cyclones |

### All American

#### 123 lb
| Lp. | Zawodnik      | Szkoła         |
| --- | ------------- | -------------- |
| 1.  | Joe Puerta    | Illinois       |
| 2.  | Robert Pearce | Oklahoma State |
| 3.  | Stanley Ball  | Michigan State |

#### 134 lb
| Lp. | Zawodnik      | Szkoła         |
| --- | ------------- | -------------- |
| 1.  | Edwin Belshaw | Indiana        |
| 2.  | Ralph Rasor   | Oklahoma State |
| 3.  | Lyle Morford  | Cornell Iowa   |

#### 145 lb
| Lp. | Zawodnik       | Szkoła        |
| --- | -------------- | ------------- |
| 1.  | Hardie Lewis   | Oklahoma      |
| 2.  | Dale Goings    | Indiana       |
| 3.  | Maynard Harmon | Northern Iowa |

#### 158 lb
| Lp. | Zawodnik        | Szkoła     |
| --- | --------------- | ---------- |
| 1.  | Carl Dougovito  | Michigan   |
| 2.  | Max Silverstein | Navy       |
| 3.  | George Martin   | Iowa State |

#### 174 lb
| Lp. | Zawodnik        | Szkoła         |
| --- | --------------- | -------------- |
| 1.  | Bob Hess        | Iowa State     |
| 2.  | LeRoy McGuirk   | Oklahoma State |
| 3.  | Ambrose Rascher | Indiana        |

#### 191 lb
| Lp. | Zawodnik       | Szkoła                      |
| --- | -------------- | --------------------------- |
| 1.  | Kermit Blosser | Ohio                        |
| 2.  | Ralph Teague   | Southwestern Oklahoma State |
| 3.  | Robert Jones   | Indiana                     |

#### UNL
| Lp. | Zawodnik        | Szkoła        |
| --- | --------------- | ------------- |
| 1.  | Jack Riley      | Northwestern  |
| 2.  | Peter Mehringer | Kansas        |
| 3.  | Art Gerber      | Northern Iowa |